# Алмаз-Антей
Акціонерне товариство «Алмаз-Антей» — російський концерн, що об'єднує підприємства, які розробляють і випускають зенітно-ракетне і радіолокаційне обладнання та компоненти озброєння протиповітряної та протиракетної оборони. Штаб-квартира розташована у Москві. Генеральний директор — Ян Новіков.
Входить до числа стратегічних оборонних підприємств Росії.

## Історія
Створений указом президента Росії Володимира Путіна 23 квітня 2002 на базі концерну «Антей», НВО «Алмаз» і деяких інших підприємств. В 2004 отримав сучасну назву.

### Російська збройна агресія проти України

#### Санкції проти компанії
У 2014—2015 роках компанія була включена до списку підприємства Росії, на які поширюються міжнародні санкції щодо Росії через російську збройну агресію проти України.
22 травня 2015 року концерн звернувся з позовом до Суду Європейського Союзу щодо скасування санкції. 25 січня 2017 Суд Європейського Союзу визнав «Алмаз-Антей» причетним до незаконного постачання військової техніки проросійським сепаратистам на сході України.

#### «Розслідування» збиття Boeing 777 біля Донецька
В червні 2015 керівництво «Алмаз-Антея» представило на прес-конференції в Москві результати проведеної концерном експертизи, які 5 травня вже були опубліковані у вигляді «витоку» конфіденційних документів. Результати «розслідування» нібито вказували на те, що малазійський Boeing був збитий українською ракетою. Представникам Бі-бі-сі, присутнім на прес-конференції, як і більшості інших журналістів, не надали можливості отримати роз'яснення щодо очевидних протиріч у «розслідуванні».
В жовтні того ж року компанія продовжила свої дослідження, змоделювавши вибух на полігоні та акцентувавши увагу на типі ракети і типах її уражаючих елементів. Цього ж дня голландською стороною була опублікована доповідь, яка заперечувала висновки «Алмаз-Антея» щодо типу ракети та типу уражаючих елементів.

## Продукція
Серед продукції концерну — системи «Бук» та С-300, які були зняті[коли?] з виробництва. Зараз[коли?] виробляються С-400, С-500 і інші більш сучасні ракетно-пускові комплекси.
Концерн випускає радіолокаційні станції наземного і морського базування.[які?]
Окрім розробки систем протиповітряної та протиракетної оборони, концерн здійснює реалізацію, супровід, ремонт та утилізацію систем, комплексів і засобів протиповітряної оборони і засобів нестратегічної протиракетної оборони.

## Серія вбивств керівників концерну
В 2003—2009 роках вище керівництво концерну виявилось причетним до серії замовних вбивств:
- 12 січня 2003 року був знайдений повішеним перший заступник генерального директора Обухівського заводу Олександр Порицький. Завод входить до складу концерну «Алмаз-Антей».
- 6 червня 2003 року в Москві був застрелений виконувач обов'язків генерального директора концерну Ігор Климов. Того ж дня в підмосковному Серпухові був вбитий комерційний директор підприємства РАТЕП Сергій Щетко. Підприємство входить до концерну «Алмаз-Антей».
- 30 липня 2009 року був убитий начальник відділу нерухомості управління маркетингу концерну ППО «Алмаз-Антей» Андрій Барабенков.